# Ишимские бугры — Афонькинский
Ишимские бугры — Афонькинский — комплексный памятник природы регионального значения в Казанском районе Тюменской области на участке приишимской лесостепи. Создан в 2005 году постановлением Администрации Тюменской области для сохранения природных комплексов и объектов, в том числе ландшафта, кустарниковой и травянистой растительности, редких и исчезающих видов растений и животных. Находится под охраной департамента недропользования и экологии Тюменской области. Площадь памятника 79,8 га.

## Географическое положение
Участок Ишимские бугров расположен к северо-востоку от села Афонькино, на правом берегу реки Ишим, где на надпойменных террасах сохранились участки ковыльных степей и ряд растительных сообществ, включенных в Зелёную книгу Сибири. Эта территория относится к зоне лесостепи. Климат района континентальный, умеренно увлажнённый. Среднегодовое количество осадков составляет для села Казанское 305—313 мм, за тёплый период выпадает около 270 мм. Среднемесячная июльская температура 18 °С, а средняя январская — минус 19,3 °С. Основная часть грунтов — аллювиальные отложения надпойменных террас, покрытые лёссовидными суглинками. В понижениях рельефа — выщелоченные чернозёмы.

## Растительность
Степная растительность склонов на участке «Афонькинский» представлена ковыльными (с участием ковыля Залесского и ковыля Коржинского), и ковыльно-типчаковыми луговыми степями с различной степенью участия разнотравья и развития кустарникового яруса. Присутствует ряд редких и исчезающих видов растений: в верхнем ярусе это спирея зверобоелистная, кизильник черноплодный, вишня кустарниковая, в травяном ярусе — ковыли Коржинского, Залесского и ковыль опушеннолистный, жабрица Ледебура, шалфей степной, василёк сибирский, астрагал рогоплодный, морковник обыкновенный, скабиоза исетская, серпуха чертополоховая (единственное местообитание в области), тимьян Маршалла и другие виды. Участок выделяет высокая видовая насыщенность: 40 — 55 видов на 100 м². Всего выявлено 75 видов, из них 12 включённых в Красную книгу Тюменской области. Из редких для Тюменской области видов насекомых на территории памятника отмечены бабочки: желтушка золотистая, сатир Бризеида, а также жук-бегун, представитель рода Aphonus (единственная находка в области).

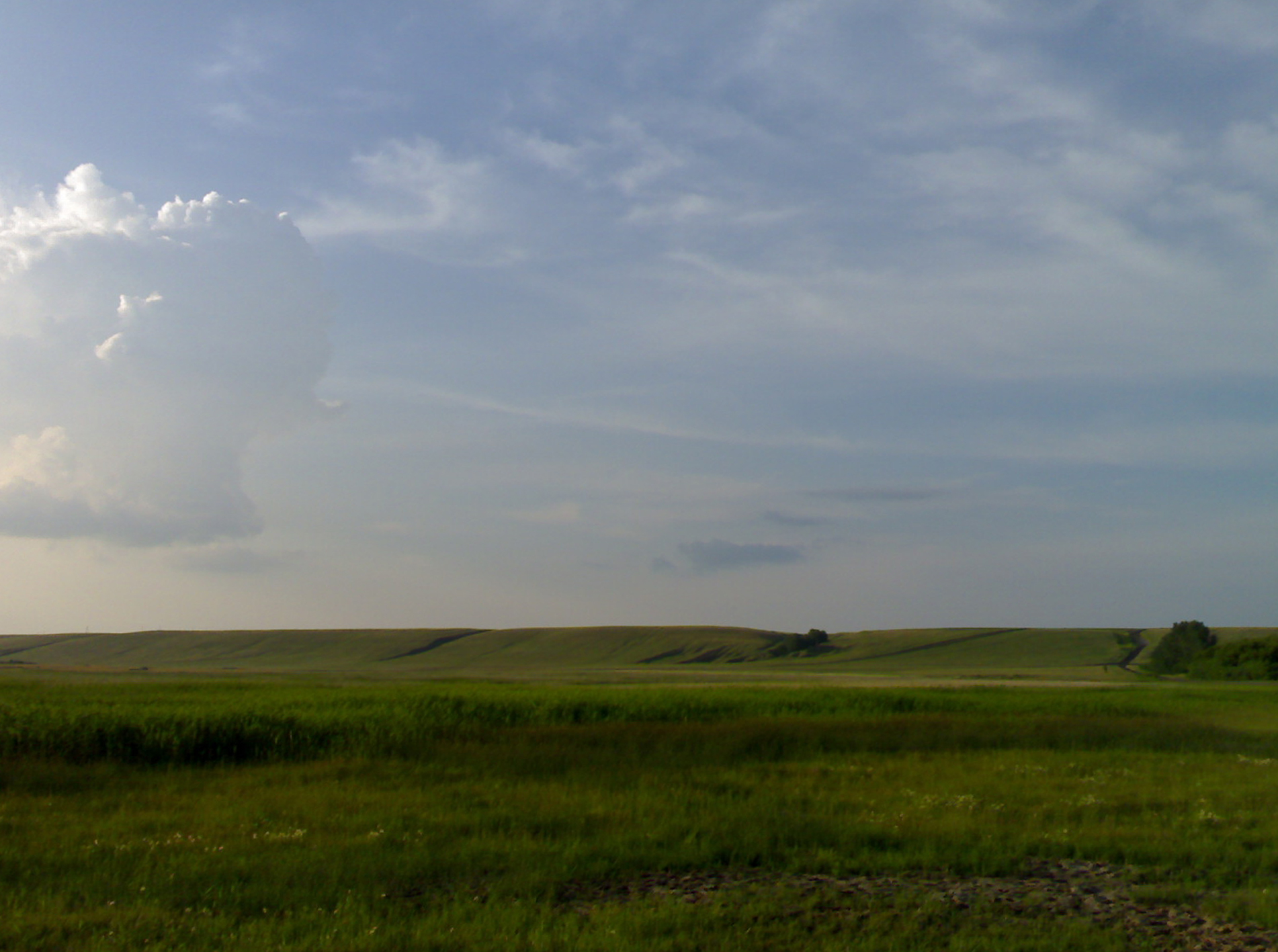
Участок долины реки Ишим перед Ишимскими буграми

В пределах области сохранились ещё ряд участков, относящихся к Ишимским буграм: в частности, лесостепь представлена в памятниках природы «Ласточкино гнездо» (Ишимский район, возле села Клепиково) и «Кучум-гора» (Ишимский район, возле села Рагозино). На этих трёх участках сосредоточено около 60 % всего флористического разнообразия территории, отмечено максимальное число редких видов и представлен ряд уникальных фитоценозов. Вместе другими охраняемыми территориями (заказники «Афонский» и «Клепиковский» и памятник природы «Синицинский бор»), они обеспечивают сохранение практически всех как зональных, так и интра-зональных элементов растительного покрова лесостепной зоны области.